# Münster (Kelkheim)

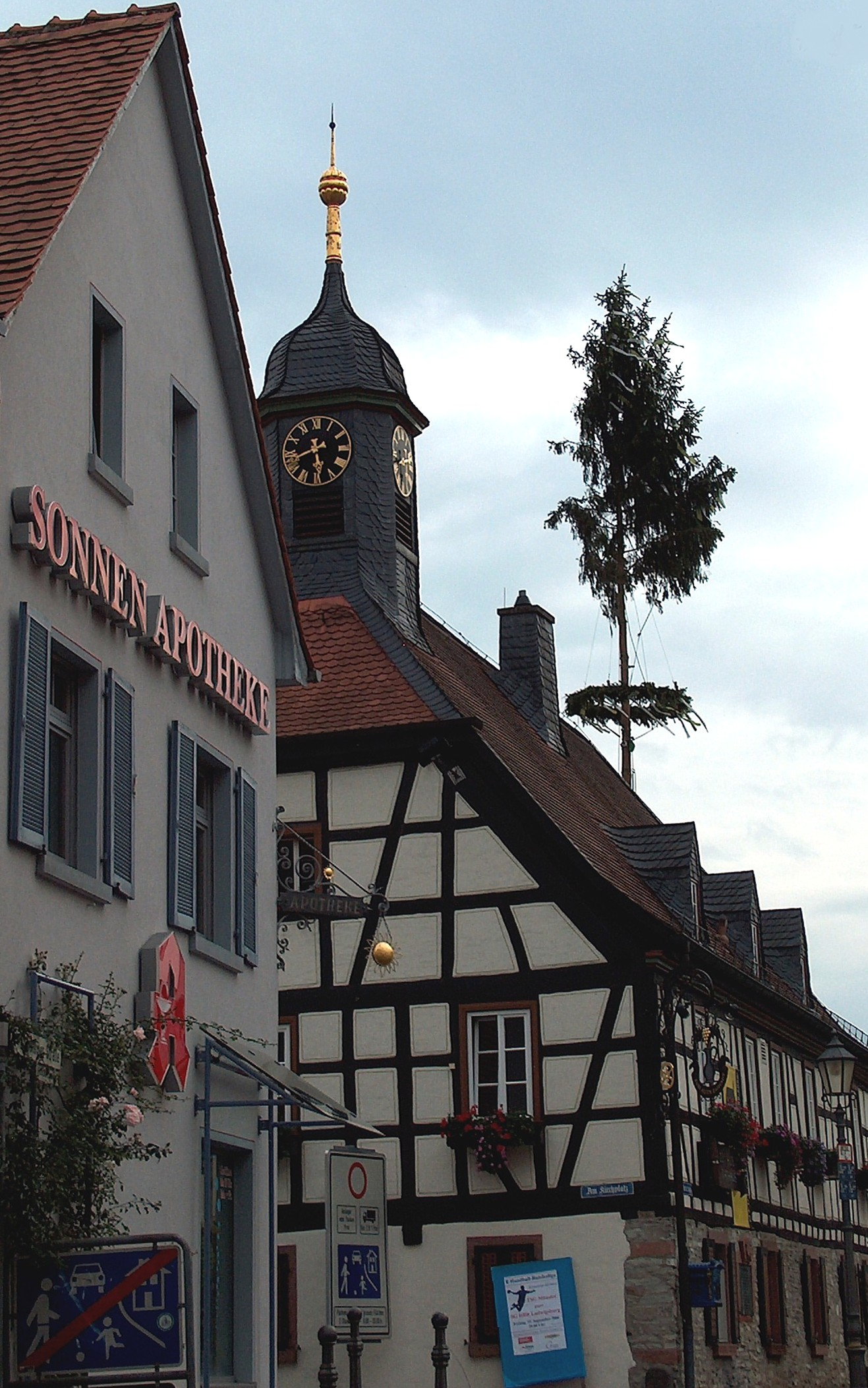
Ortsansicht Münster

Münster ist der zweitgrößte und südlichste Stadtteil von Kelkheim (Taunus) in Hessen. Es liegt am Übergang der Mainebene in den Vortaunus, etwa 15 Kilometer nordwestlich der Stadtmitte von Frankfurt am Main. Münster hat etwa 7000 Einwohner und verfügt neben ausgedehnten Wohngebieten über das größte Gewerbegebiet der Stadt Kelkheim.

## Geografie

Übersichtsplan von Münster

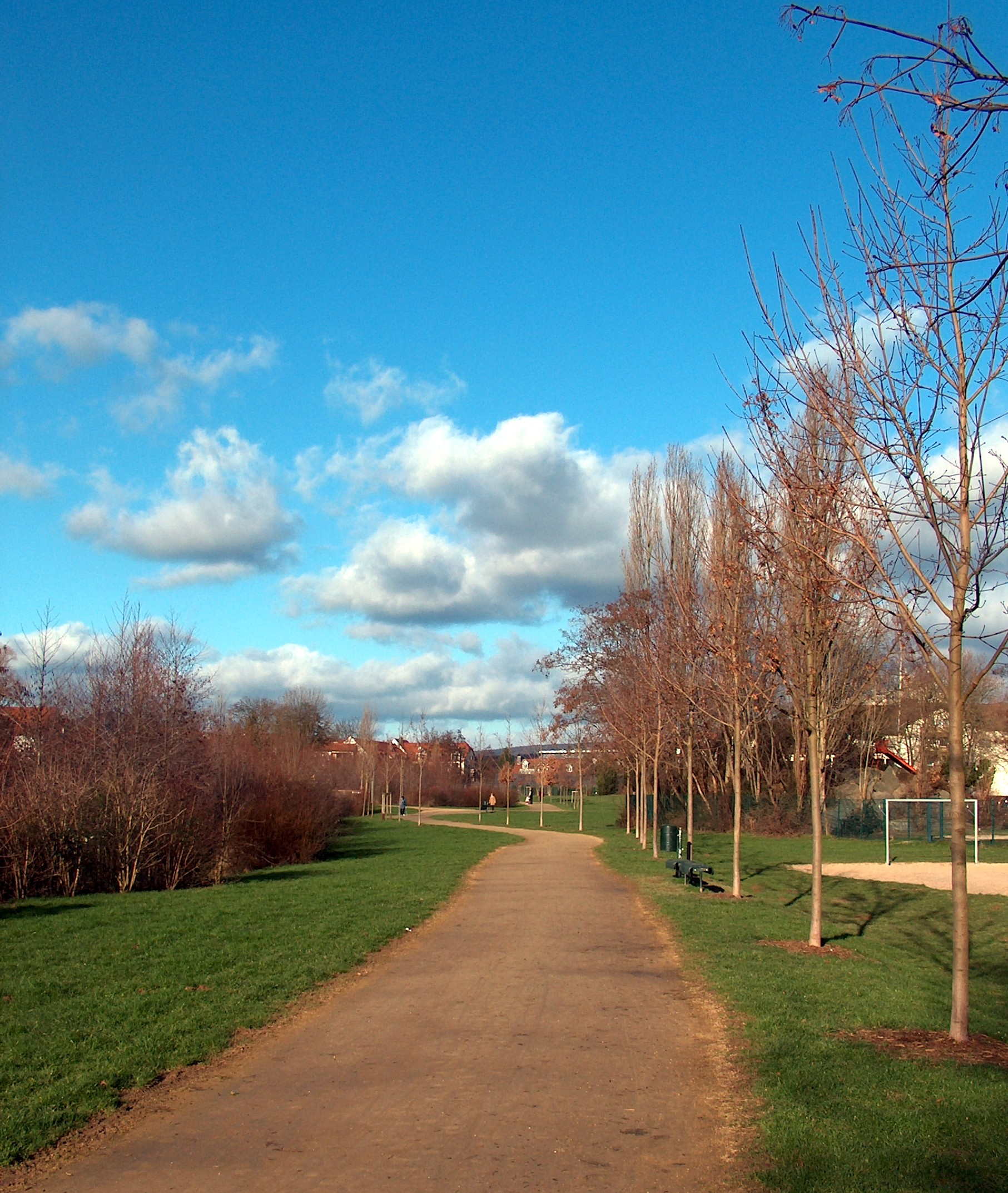
Die zur Parkanlage ausgestalteten Sindlinger Wiesen im Norden Münsters

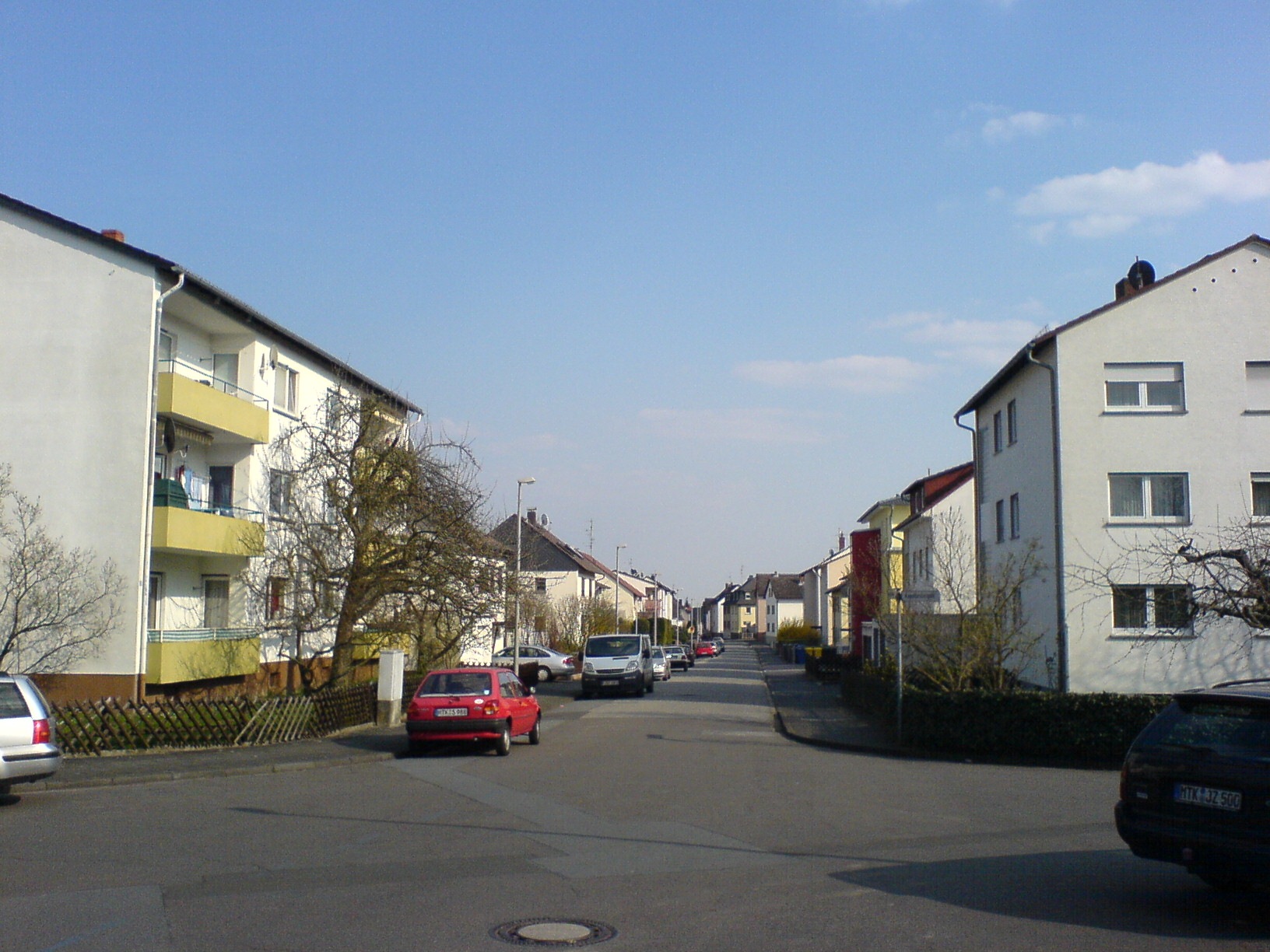
Blick in die Hattersheimer Straße von Nordwesten aus, gut zu erkennen die typische Wohnbebauung im Stil der 1950er Jahre

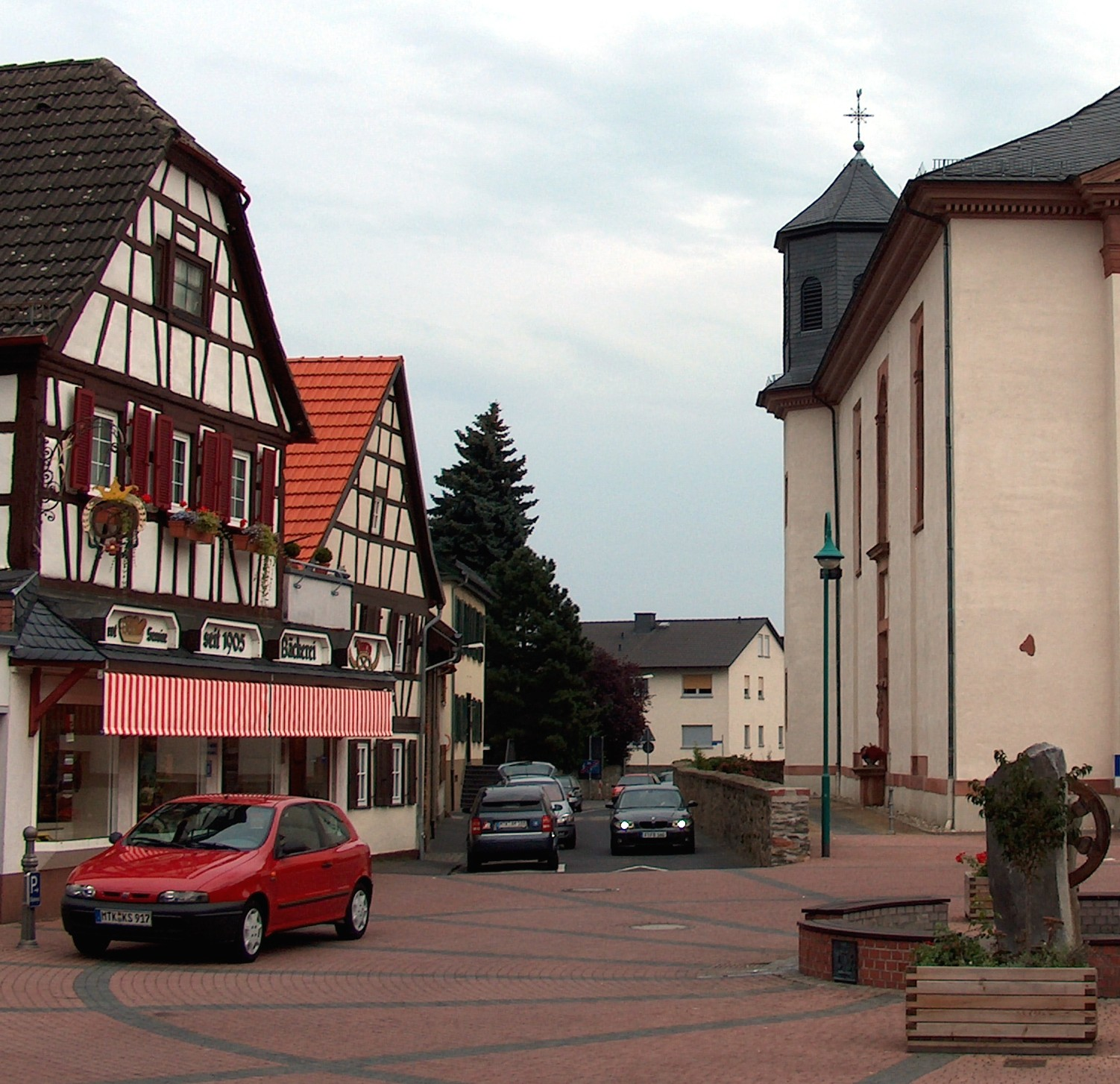
Blick in die Straße Am Kirchplatz, am rechten Bildrand die Pfarrkirche St. Dionysius

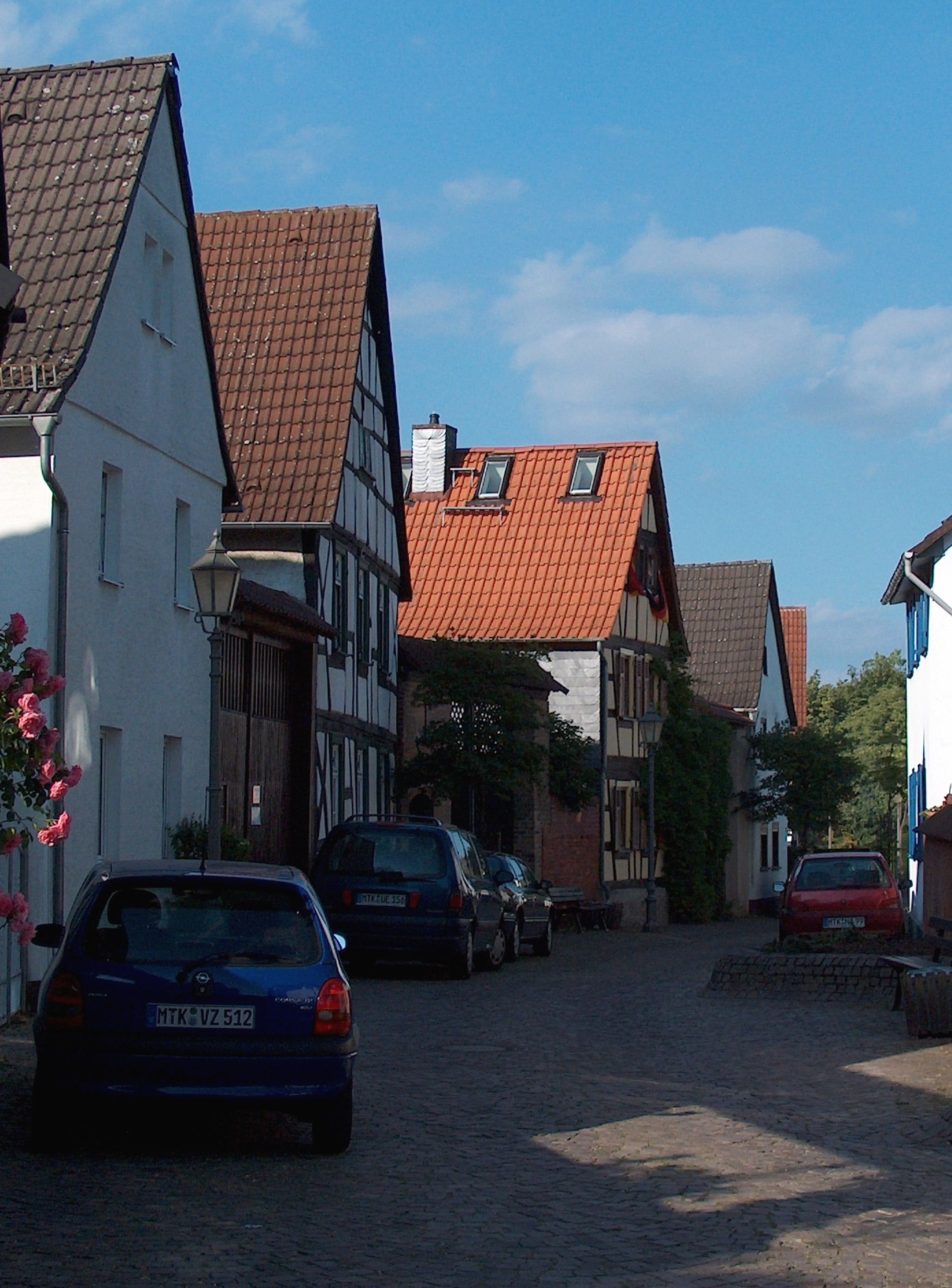
Die Alte Königsteiner Straße von Westen aus gesehen

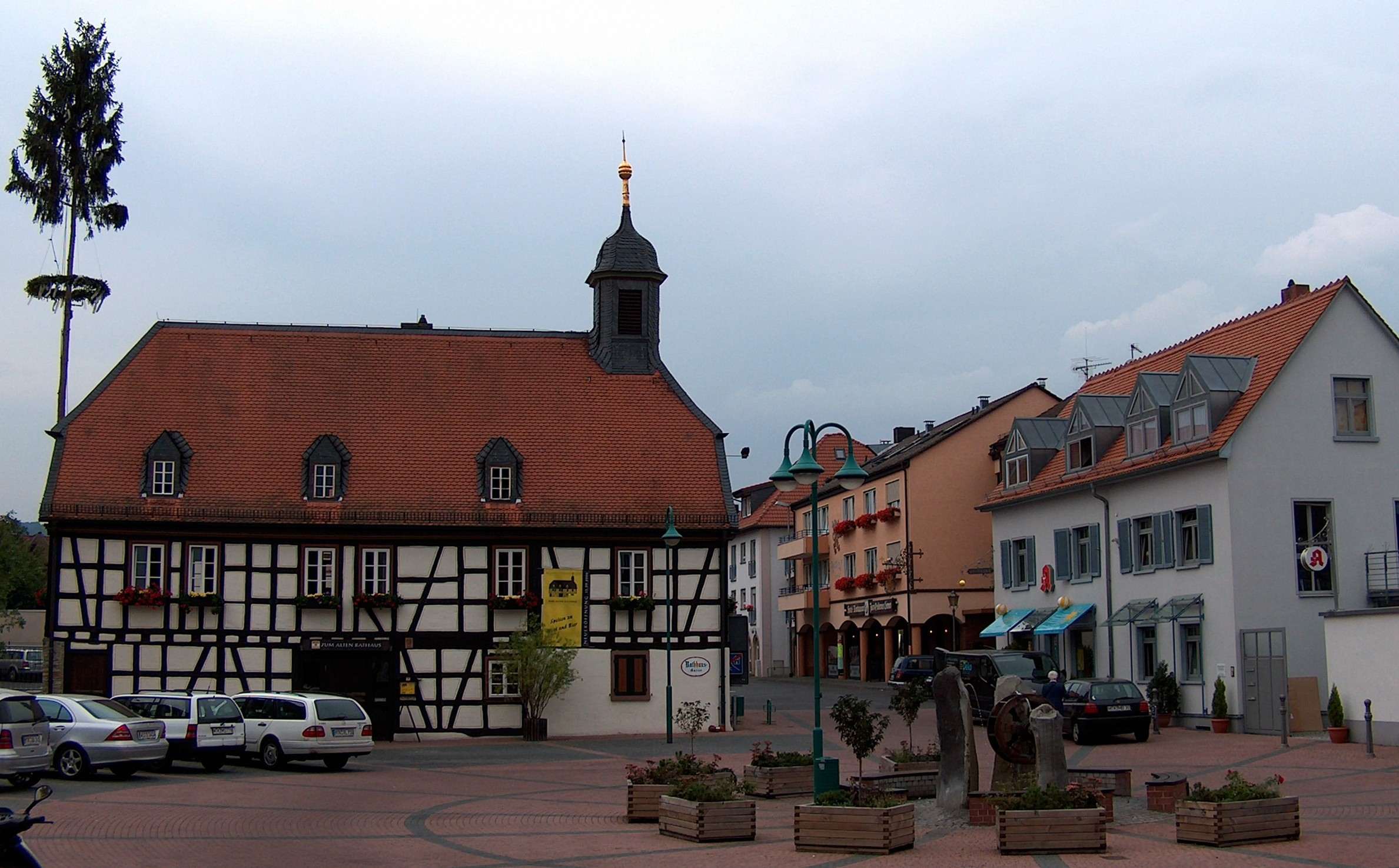
Altes Rathaus in Münster mit Kerbebaum

Münster ist der südlichste Kelkheimer Stadtteil, im Norden grenzt es an Kelkheim-Mitte. Im Süden und Osten schließt sich Liederbach an, im Westen befindet sich Hofheim. Der Ort liegt am Fuße des Taunus im sanften Tal des Liederbachs, das sich in die Mainebene (als Ausläufer der Oberrheinische Tiefebene) öffnet, und ist im Westen und Osten von zwei nach Süden in das Maintal auslaufenden Höhenzügen flankiert. Das milde Klima ermöglicht den Anbau von Obst. So ist der Ort umgeben von zahlreichen, nicht mehr gewerblich genutzten, Streuobstwiesen. Westlich des Ortes befindet sich ein ausgedehntes Waldgebiet, im Süden und Osten liegen noch landwirtschaftlich genutzte Flächen. Im Einzugsbereich des einst in weiten Mäandern fließenden Liederbach bestanden früher Feuchtwiesen, deren Lage sich noch anhand einiger Straßennamen erkennen lässt (Mühlwiese, In den Padenwiesen).
Ortsgliederung und Ortsentwicklung
Der historische Ortskern Münsters befindet sich rund um die katholische Pfarrkirche St. Dionysius, südwestlich des Liederbachs, der von Norden kommend einen leichten Bogen macht und in südöstlicher Richtung weiterfließt. Die Bebauung besteht seit dem Mittelalter vornehmlich aus locker angeordneten Höfen entlang der heutigen, Münster von Norden nach Süden durchziehenden, Frankfurter Straße (auch teilweise L3016), die früher den Ort mit den Nachbargemeinden Niederhofheim (heute ein Ortsteil von Liederbach) und Kelkheim verband, und die Hauptverkehrsstraße der Kelkheimer Stadtteile Münster und Kelkheim-Mitte darstellt. Von ihr zweigen die Königsteiner Straße (heute Alte Königsteiner Straße), die Borngasse und die Straße Am Kirchplatz ab, welche das gewachsene Zentrum Münsters darstellen. In diesen Straßen ist zum Teil noch historische Bausubstanz, alte Höfe und ehemalige Handwerksbetriebe, anzutreffen.
Westlich, etwas abseits des Ortskerns, verläuft seit 1902 die Bahnlinie Höchst-Königstein der FKE, an der sich auch der Bahnhof Kelkheim-Münster (vor der Eingemeindung nur „Bahnhof Münster“, eröffnet am 20. Februar 1902) befindet. Die Fläche zwischen Frankfurter Straße und Bahnlinie wurde größtenteils in der ersten Hälfte des 20. Jahrhunderts bebaut, nach der Eingemeindung Münsters 1938 begann man auch, anfangs vor allem entlang der Frankfurter Straße, die Fläche nach Kelkheim hin zu erschließen. Nach dem Zweiten Weltkrieg wurde zunehmend auch das Gebiet westlich der Bahntrasse genutzt, vornehmlich durch Wohnbauten der Hoechst AG (Farbwerksiedlung) entlang der Johann-Strauß-Straße.
Ab den 1960er Jahren wurde das Erscheinungsbild Münsters durch städtebauliche Maßnahmen wesentlich verändert. Im Ortskern wurden alte Bausubstanzen durch neue, mehrgeschossige Wohn- und Geschäftshäuser ersetzt. Zudem verbreiterte man die Frankfurter Straße, um sie den gestiegenen Anforderungen des Verkehrs anzupassen, wofür einige ältere Gebäude weichen mussten. Da dies nicht ausreichte, wurde um das Zentrum eine Umgehungsstraße gebaut. Auf der Höhe der ehemaligen Einmündung der Borngasse in die Frankfurter Straße zweigt diese rechtwinklig nach Osten ab und mündet in eine Kreuzung mit der Königsteiner Straße (Münsterer Knoten). Diese führt östlich des Ortskerns in Richtung Süden nach Liederbach.
Westlich der Bahnlinie wurde in den 1970ern auf freiem Feld ein Gewerbegebiet angelegt, in welches teilweise die bis dahin im Ortskern liegenden Handwerksbetriebe ausgelagert wurden. Zudem siedelten sich hier größere Unternehmen an. Es ist über die Dieselstraße mit der Frankfurter Straße verbunden. Außerdem wurden entlang der Lorsbacher Straße, welche in Richtung Kelkheim von der Frankfurter Straße westwärts abzweigt und die Bahnlinie kreuzt, Wohngebiete errichtet, welche vorwiegend mit Einfamilienhäusern bebaut sind. Seit 1971 befindet sich an der Lorsbacher Straße auch die Eichendorff-Gesamtschule, welche dem Main-Taunus-Kreis untersteht. Im selben Jahr wurde in den Sindlinger Wiesen auf einer bislang unbebauten Fläche zwischen Kelkheim und Münster eine Grundschule eröffnet. Seither verläuft östlich der Frankfurter Straße noch parallel die Breslauer Straße als Verbindung nach Kelkheim. Dieselbe Funktion erfüllt auch die westlich der Bahntrasse verlaufende Münsterer Straße, die Verlängerung der Johann-Strauß-Straße. Die Sindlinger Wiesen wurden Ende der 1990er Jahre zu einem Park ausgebaut, wobei der zuvor hier kanalisierte Liederbach wieder renaturiert wurde.

## Geschichte

### Frühe Besiedelung
Die Gegend um Münster war bereits in der Bronze- und Eisenzeit besiedelt, was durch Funde im Wald in der Nähe der Ausflugsgaststätte Gundelhard (auf Hofheimer Gebiet), westlich von Münster, belegt ist. Auch aus der Hallstattzeit sind dort Grabhügel mit Grabbeigaben gefunden worden. Auf Münsterer Gebiet lag eine römische Villa Rustica, ein Gutshof, dessen Überreste 1958 in einem Feld südlich des Ortes entdeckt wurden. Im Tal des Liederbachs betrieben die Römer Landwirtschaft. Im 3. Jahrhundert durchbrachen die Alamannen den Limes und vertrieben die Römer. 260 gaben diese die Stadt Nida auf und zogen sich über den Rhein zurück. In der Folgezeit besiedelten die Alamannen die Region.

### Münster im Mittelalter
Der Ort Münster wurde erstmals in einer Schenkungsnotiz erwähnt, die sich auf eine Zeit zwischen 780 und 802 zurückrechnen lässt. Sie wird im Codex Eberhardi, einem Verzeichnis der Güter des Klosters Fulda aus dem 12. Jahrhundert aufgeführt. In ihr übereignete die fromme Frau Ymina ihre Güter dem Kloster Fulda. Diese bestanden aus Fischbach, Kriftel, Sindlingen und Liderbach. Den Namen Liderbach führten damals sowohl Münster als auch Oberliederbach und Unterliederbach, entlehnt dem Namen des Bachs, an dem sie alle drei lagen. In der Folgezeit wurde, um die Orte besser unterscheiden zu können, für den obersten der Orte der Name Münster, für eine Pfarrkirche, gebräuchlich. Denn der Ort gehörte zum Mainzer Stephansstift, seit der Mainzer Erzbischof Willigis diesem um 990 die Pfarrei Münster übertrug.
Im 13. Jahrhundert wurden die Herren von Falkenstein (später Eppstein-Münzenberg, ein Seitenarm des Eppsteiner Adelsgeschlechts) aus dem nahegelegenen Falkenstein Vögte auf den Münsterer Gütern. Um 1450 eroberte das Kurfürstentum Mainz, in einer Fehde mit dem Eppsteiner Adelsgeschlecht liegend, die Orte Münster und Hofheim (erst 1592 entschädigte der Mainzer Kurfürst das Stephansstift für den erlittenen Gebietsverlust). Ab 1462 war Kurmainz allerdings durch die Mainzer Stiftsfehde geschwächt und musste ab der zweiten Hälfte des Jahrhunderts die Orte verpfänden. So wechselte Münster zwischen 1396 und 1460 achtmal den Besitzer. 1465 kam die Vogtei Münster an das Haus Eppstein, denen auch die umliegenden Ländereien gehörten (darunter auch die übrigen heutigen Kelkheimer Stadtteile, sowie Eppstein, Königstein und Falkenstein). Zu dieser Zeit bestand der Ort hauptsächlich aus der Pfarrei, einem Hofgut (rund um das heutige Alte Rathaus, das 1789 ursprünglich als Herrenhaus für das Gut errichtet wurde) sowie einigen sich darum gruppierenden kleineren Höfen.

### Münster zur Zeit der Reformation
Im 15. Jahrhundert wurden die Herren von Eppstein durch Kriege und teure Burgenbauten geschwächt und mussten Teile ihrer Ländereien verkaufen. 1535 starb mit Eberhard IV. der letzte Eppsteiner Graf, ohne Nachfahren zu hinterlassen. Allerdings hatte er zum Erhalt seiner Linie den Sohn seiner Schwester Anna zu Stolberg (die Frau des Grafen Botho zu Stolberg), Heinrich zu Stolberg, adoptiert. Dessen Erbanspruch auf die Ländereien seines Onkels (und Adoptivvaters) focht das Kurfürstentum Mainz an, da er aus der weiblichen Linie (über seine Mutter Anna) stammte und verleibte sich Münster 1565 wieder ein. Die Ländereien von Kelkheim, Hornau, Königstein und Eppstein waren bereits durch die Heirat von Anna mit Botho in den Besitz des Hauses zu Stolberg übergegangen. Nach dem Tod von Botho im Jahr 1538 teilten dessen Söhne Wolfgang, Heinrich und Christoph den Besitz in einem Erbvergleich am 26. August 1538 untereinander auf. Dabei fielen die Dörfer an Christoph zu Stolberg (er wuchs ebenfalls am Hofe Eberhards auf und wurde 1538 Mainzer Domherr, später war er auch Dompropst von Halberstadt und wandte sich dort den Ideen der Reformation zu). Als dieser 1581 kinderlos verstarb, vermachte er sie dem Frankfurter Bartholomäusstift, welches sie für 1200 Gulden an Kurmainz weiterreichte. Die neu erworbenen Gebiete wurden vom Amt Königstein verwaltet, Münster, das schon vorher zu Kurmainz kam, unterstand aber dem Amt Hofheim. Während der Zeit der Stolberger Herrschaft hatte in Münster kurzzeitig die Reformation Fuß gefasst, allerdings wurde diese von Kurmainz rasch wieder zurückgedrängt.

### Münster nach dem Dreißigjährigen Krieg
Im Mittelalter lebten die Münsterer vorwiegend von der Landwirtschaft, zudem wurde Ton abgebaut und dieser von örtlichen Ziegeleien verarbeitet. Während des Dreißigjährigen Krieges plünderten 1620 kaiserliche Truppen Münster und töteten dabei einen großen Teil der Bevölkerung. Im Jahr 1631 wurde Münster durch schwedische und Hessen-Kasseler Truppen fast vollständig zerstört. Nach dem Dreißigjährigen Krieg siedelten sich auch auswärtige Töpfer (im Dialekt der Region auch Häfner genannt) im Ort an. Das Töpferhandwerk wurde bis ins 20. Jahrhundert betrieben, die letzte Münsterer Ziegelei wurde 1942 geschlossen. Von 1660 bis 1692 gehörte Münster als Mannlehen dem Grafen Kraft Adolf Otto von Kronberg, war dann aber bis zur Auflösung des Kurfürstentums Mainz im Jahr 1803 wieder in dessen Besitz. 1782 war Münster (wie die anderen späteren Kelkheimer Stadtteile) kommissarisch dem Amt Königstein unterstellt worden. Zu Ende des 18. Jahrhunderts befand sich das Mainzer Kurfürstentum bereits in seiner Auflösung. 1792 wurde Mainz während des Ersten Koalitionskrieges von französischen Truppen erobert, und 1797 nach dem Frieden von Campo Formio wie das gesamte linksrheinische Gebiet französisch besetzt. 1803 wurde das klerikale Kurfürstentum im Rahmen der Säkularisation aufgelöst, Münster dem Fürstentum Nassau-Usingen zugesprochen.

### Münster im 19. und 20. Jahrhundert
Nassau-Usingen fusionierte 1806 mit Nassau-Weilburg zum Herzogtum Nassau. 1866 wurde schließlich das Herzogtum an Preußen angeschlossen und 1868 in die Provinz Hessen-Nassau umgewandelt. Diese wurde in Regierungsbezirke gegliedert, Münster unterstand dem neu gegründeten Regierungsbezirk Wiesbaden und gehörte dem Mainkreis an (die restlichen Kelkheimer Stadtteile gehörten zum Obertaunuskreis). Am 1. April 1886 wurde der Mainkreis in die Kreise Höchst und Wiesbaden gespalten, Münster verblieb bei Höchst. Am 1. April 1928, nachdem Höchst nach Frankfurt eingemeindet war, wurden die Reste des Höchster Kreises (sowie Teile des Wiesbadener und des Obertaunuskreises) in dem neuen Main-Taunus-Kreis zusammengelegt. Am 1. April 1938 wurden dann die Orte Kelkheim, Hornau und Münster zu der neuen Stadt Kelkheim zusammengefasst. Zu dieser Zeit hatte Münster etwa 1700 Einwohner und ist seither nach Kelkheim-Mitte der zweitgrößte Stadtteil. Während des Zweiten Weltkriegs war auch Münster von Bombardements betroffen. Kurz nach dem Zweiten Weltkrieg versuchte Münster, sich von Kelkheim zu lösen, und verwies darauf, anders als Hornau traditionell keinen administrativen Bezug zu Kelkheim zu haben, da es über Jahrhunderte zu anderen Verwaltungskreisen gehörte. Hinzu kam, dass Münster und Kelkheim annähernd gleich groß waren, allerdings blieb die Initiative ohne Ergebnis. In den 1950er Jahren wuchs die Bevölkerung Münsters stark an, was auf den Zuzug von Flüchtlingen aus den deutschen Ostgebieten und vermehrten Ausbau von Wohnsiedlungen für Pendler ins nahegelegene Frankfurt (insbesondere Höchst) zurückzuführen war.

### Verwaltungsgeschichte im Überblick
Die folgende Liste zeigt die Staaten und Verwaltungseinheiten, denen Münster angehört(e):
- vor 1535: Heiliges Römisches Reich, Herrschaft Eppstein-Königstein, Vogtei Kelkheim
- ab 1535: Heiliges Römisches Reich, Grafen von Stolberg, Vogtei Kelkheim
- ab 1559: Heiliges Römisches Reich, Kurfürstentum Mainz, Oberamt Höchst und Königstein, Amtsvogtei Hofheim
  - ab 1660: Mannlehen der Herren von Kronberg
- ab 1803: Heiliges Römisches Reich, Fürstentum Nassau-Usingen,[Anm. 2] Amtsvogtei Hofheim
- ab 1806: Herzogtum Nassau,[Anm. 3] Amt Königstein[Anm. 4]
- ab 1849: Herzogtum Nassau, Kreisamt Höchst
- ab 1854: Herzogtum Nassau, Amt Königstein
- ab 1867: Königreich Preußen,[Anm. 5] Provinz Hessen-Nassau, Regierungsbezirk Wiesbaden, Obertaunuskreis[Anm. 6]
- ab 1871: Deutsches Reich, Königreich Preußen, Provinz Hessen-Nassau, Regierungsbezirk Wiesbaden, Obertaunuskreis
- ab 1886: Deutsches Reich, Königreich Preußen, Provinz Hessen-Nassau, Regierungsbezirk Wiesbaden, Obertaunuskreis
- ab 1918: Deutsches Reich (Weimarer Republik), Freistaat Preußen, Provinz Hessen-Nassau, Regierungsbezirk Wiesbaden, Obertaunuskreis
  - 1919–1930: Hilfskreis Königstein in der französischen Besatzungszone
- ab 1928: Deutsches Reich, Freistaat Preußen, Provinz Hessen-Nassau, Regierungsbezirk Wiesbaden, Main-Taunus-Kreis
- ab 1938: Deutsches Reich, Freistaat Preußen, Provinz Hessen-Nassau, Regierungsbezirk Wiesbaden, Main-Taunus-Kreis, Stadt Kelkheim

## Bevölkerung

### Einwohnerstruktur 2011
Nach den Erhebungen des Zensus 2011 lebten am Stichtag, dem 9. Mai 2011, in Münster 6909 Einwohner. Darunter waren 621 (9,0 %) Ausländer.
Nach dem Lebensalter waren 1353 Einwohner unter 18 Jahren, 2853 zwischen 18 und 49, 1335 zwischen 50 und 64 und 1365 Einwohner waren älter.
Die Einwohner lebten in 3075 Haushalten. Davon waren 978 Singlehaushalte, 912 Paare ohne Kinder und 897 Paare mit Kindern, sowie 240 Alleinerziehende und 48 Wohngemeinschaften. In 693 Haushalten lebten ausschließlich Senioren und in 2097 Haushaltungen lebten keine Senioren.

### Einwohnerentwicklung
- 1543: 45 Hausgesesse
- 1550: 37 Häuser
- 1559: 39 Häuser
- 1587: 46 Hausgesesse
- 1617: 43 Bürger
- 1635: 25 Männer und 14 Witwen
- 1638: 6 Männer
- 1648: 7 Häuser mit 9 Männern und 2 Witwen
- 1668: 26 Herdstätten mit 109 Einwohnern
- 1777: 44 Männer
- 1796: 50 Häuser
- 1805: 66 Gemeindemitglieder und 4 Witwen

| Münster: Einwohnerzahlen von 1692 bis 2021 | Münster: Einwohnerzahlen von 1692 bis 2021 | Münster: Einwohnerzahlen von 1692 bis 2021 | Münster: Einwohnerzahlen von 1692 bis 2021 | Münster: Einwohnerzahlen von 1692 bis 2021 |
| --- | ------------------------------------------ | ------------------------------------------ | ------------------------------------------ | ------------------------------------------ |
| Jahr |                                            |                                            |                                            | Einwohner                                  |
| 1692 | 1692                                       |                                            | 156                                        | 156                                        |
| 1700 | 1700                                       |                                            | 178                                        | 178                                        |
| 1720 | 1720                                       |                                            | 229                                        | 229                                        |
| 1750 | 1750                                       |                                            | 259                                        | 259                                        |
| 1780 | 1780                                       |                                            | 260                                        | 260                                        |
| 1817 | 1817                                       |                                            | 497                                        | 497                                        |
| 1834 | 1834                                       |                                            | 495                                        | 495                                        |
| 1840 | 1840                                       |                                            | 538                                        | 538                                        |
| 1846 | 1846                                       |                                            | 579                                        | 579                                        |
| 1852 | 1852                                       |                                            | 581                                        | 581                                        |
| 1858 | 1858                                       |                                            | 604                                        | 604                                        |
| 1864 | 1864                                       |                                            | 638                                        | 638                                        |
| 1871 | 1871                                       |                                            | 588                                        | 588                                        |
| 1875 | 1875                                       |                                            | 620                                        | 620                                        |
| 1885 | 1885                                       |                                            | 662                                        | 662                                        |
| 1895 | 1895                                       |                                            | 707                                        | 707                                        |
| 1905 | 1905                                       |                                            | 874                                        | 874                                        |
| 1910 | 1910                                       |                                            | 1.000                                      | 1.000                                      |
| 1925 | 1925                                       |                                            | 1.119                                      | 1.119                                      |
| 1980 | 1980                                       |                                            | ?                                          | ?                                          |
| 1990 | 1990                                       |                                            | ?                                          | ?                                          |
| 2000 | 2000                                       |                                            | ?                                          | ?                                          |
| 2011 | 2011                                       |                                            | 6.909                                      | 6.909                                      |
| 2015 | 2015                                       |                                            | 7.128                                      | 7.128                                      |
| 2021 | 2021                                       |                                            | 7.239                                      | 7.239                                      |
| Datenquelle: Historisches Gemeindeverzeichnis für Hessen: Die Bevölkerung der Gemeinden 1834 bis 1967. Wiesbaden: Hessisches Statistisches Landesamt, 1968. Weitere Quellen: LAGIS; Stadt Kelkheim |                                            |                                            |                                            |                                            |

### Historische Religionszugehörigkeit
| • 1885: | 22 evangelischer (= 3,32 %), 640 katholische (= 96,68 %) Einwohner |

## Wappen

Zum Vergleich das Wappen von Frankfurt-Höchst, dessen Ursprung ebenfalls das Mainzer Rad darstellte, und in Form und Farbe dem historischen Münsterer Wappen sehr nahekommt.

Ab 1694, zwei Jahre nachdem das Kurfürstentum Mainz Münster wieder von Johann Philipp von Schönborn zurückerworben hatte, wurde das Mainzer Rad auch als Wappen von Münster eingeführt. Es zeigte ein weißes, zentral angeordnetes, sechsspeichiges Rad vor rotem Grund. Bei der Neuentwicklung des Kelkheimer Wappens nach dem Zweiten Weltkrieg wurde auf das Mainzer Rad Bezug genommen, das heute als ein Teil des Kelkheimer Wappens weiterbesteht.

## Wirtschaft und Infrastruktur

### Öffentliche Einrichtungen
- Kelkheimer Schwimmbad

Seit den 1960er Jahren betrieb die Stadt Kelkheim in der Lorsbacher Straße in Münster ein kombiniertes Hallen- und Freischwimmbad, dessen Dach sich bei gutem Wetter öffnen ließ. Die Konstruktion galt bei der Fertigstellung als sehr innovativ, erwies sich jedoch bald als störanfällig. Ende 2001 wurde das Hallenbad geschlossen, nachdem im benachbarten Hofheim ein gemeinsames Spaßbad der Gemeinden Kelkheim, Liederbach und Hofheim eröffnet wurde. Seither wird nur noch das Freibad in Münster genutzt, welches 2006 umgestaltet wurde. Das bisherige Hallenbad stand mehrere Jahre leer, seit Ende 2006 wird es unter dem Namen „Halligalli“ als kommerzieller Hallenspielplatz genutzt. Im Jahr 2009 öffnete der neue Eingangsbereich des Freibades, nachdem das alte Umkleidegebäude in einen Kindergarten sowie Vereinsräume für die DLRG Kelkheim, den Kelkheimer Schwimmclub und den Skiclub Kelkheim umgebaut wurde.
- Münsterer Friedhof

Im Süden von Münster, in der Nähe des heutigen Gewerbegebiets, befindet sich der alte Münsterer Friedhof. Auf ihm wurde 1882 eine, heute denkmalgeschützte, neugotische Kapelle errichtet. Zeitweise wurde der Friedhof ab den 1980er Jahren nicht mehr belegt, da Bestattungen in der Regel auf dem neuen Kelkheimer Hauptfriedhof stattfinden. Allerdings ist er seit einigen Jahren für Ausnahmefälle wieder geöffnet.

### Bildung
Seit 1564 sind Lehrer in Münster nachgewiesen. 1608 überließ Kurfürst Johann Schweikhardt von Kronberg ein kleines Schulhaus auf dem Kirchhof der Gemeinde. 1813 wurde im Münsterer Rathaus (Altes Rathaus) die Schule eingerichtet. 1898 wurde unmittelbar neben dem Rathaus ein neues Schulgebäude errichtet, das bis 1961 im Betrieb war. In diesem Jahr wurde ein neues Schulgebäude in der Lorsbacher Straße bezogen (in dem sich heute die Anne-Frank-Schule befindet). 1971 eröffnete die Grundschule „In den Sindlinger Wiesen“, seit 1972 betreibt der Main-Taunus-Kreis die dreigleisige Eichendorff-Schule, eine Gesamtschule mit Haupt- und Realschulzweig sowie einem gymnasialen Zweig (bis zur 10. Klasse), dem bis 2005 die Immanuel-Kant-Schule (IKS), ein reines Oberstufengymnasium, angeschlossen war. Seit 2004 ist die IKS in den gymnasialen Zweig der Eichendorff-Schule integriert.
- Eichendorff-Schule (Gesamtschule, betrieben vom Main-Taunus-Kreis)
- Grundschule „In den Sindlinger Wiesen“
- Anne-Frank-Schule (Förderschule für Lernhilfe)

### Wirtschaft
Im Mittelalter lebten die Menschen in Münster vorwiegend von der Landwirtschaft. Sie bewirtschafteten auf kleinen Höfen das fruchtbare Tal des Liederbachs. Ab dem 15. Jahrhundert bestand ein Gutshof, der von Pächtern des jeweiligen Landesherrn bewirtschaftet wurde. Seit dem Mittelalter wurde in Töpfereien und Ziegeleien Ton aus Münster verarbeitet. Dieses Gewerbe starb in der ersten Hälfte des 20. Jahrhunderts aus. Ein weiterer Nebenerwerb war der Anbau von Obst, insbesondere von Äpfeln. Diese wurden zum Teil zu der regionalen Spezialität Apfelwein verarbeitet und in dafür bekannten Apfelweingaststätten ausgeschenkt (siehe auch Hessische Apfelwein- und Obstwiesenroute). Heute sind als Relikt dieses Gewerbes noch zahlreiche verwilderte Streuobstwiesen übrig geblieben. Seit Beginn des 20. Jahrhunderts nahm auch die Zahl der Pendler nach Frankfurt und Höchst, insbesondere in die Farbwerke Hoechst zu. Unterstützt wurde dies durch die 1902 errichtete Bahnlinie der FKE, welche Münster mit Höchst verbindet. Zum Teil wurden in den Münsterer Neubaugebieten spezielle Werkswohnungen der Hoechst AG errichtet, die nur für Mitarbeiter des Chemiekonzerns bestimmt waren. Das Möbelhandwerk, das insbesondere in den beiden anderen Stadtteilen Fischbach und Kelkheim eine besondere Rolle einnahm, ist in Münster nicht vermehrt anzutreffen. Seit den 1970er Jahren siedelten sich in dem neu angelegten Gewerbegebiet südlich des Ortes zahlreiche größere Unternehmen an. Unter ihnen ein Vertriebszentrum der Schneidersöhne AG, einem Papiergroßhändler, die Deutschlandzentrale der Alcoa Inc., die (einheimische) Rothenberger GmbH (ein Unternehmen der Werkzeugbaubranche), sowie einige mittelständische Handwerksbetriebe.

## Kultur und Sehenswürdigkeiten

### Altes Rathaus

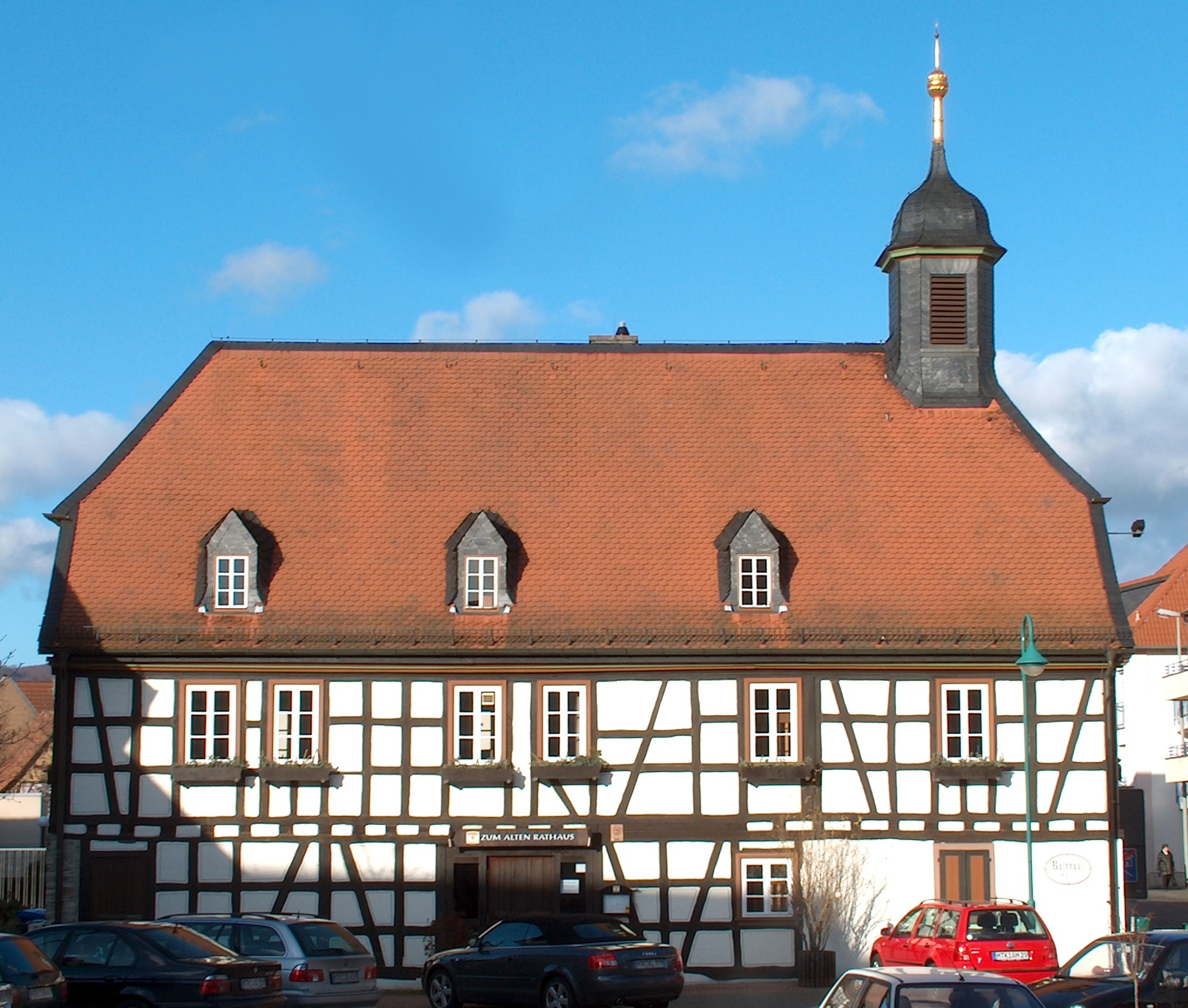
Altes Rathaus in Münster von Süden aus gesehen

Das Alte Rathaus Münster war 1789 als Herrenhaus für den Gutshof Münster errichtet worden. Beim Verkauf des Gutes 1812 erwarb die Gemeinde Münster das Gebäude für 500 Gulden. Es wurde ein Schulzimmer, eine Wohnung für den Schäfer, und ein Rats- und Gerichtssaal eingerichtet. Nach dem Neubau des Schulgebäudes neben dem Rathaus 1898 blieb noch bis 1937 ein Raum als Klassenzimmer genutzt. Nach 1900 wohnten in dem Gebäude zudem der örtliche Lehrer und der Nachtwächter, der auch als Totengräber tätig war. Im Erdgeschoss wurde eine Arrestzelle eingerichtet. In Anbauten fand die erste Feuerlöschspritze des Ortes Platz. Während der Phase der französischen Besatzung nach dem Ersten Weltkrieg diente das Gebäude auch als Wachstation des französischen Militärs. Nach der Eingemeindung Münsters 1938 benötigte die Stadt das Rathaus nicht mehr, es wurde fortan als Wohnhaus genutzt. In den 1960er Jahren sollte das damals stark verfallene Fachwerkhaus wegen einer Straßenverbreiterung abgerissen werden, woraufhin es zu massiven Protesten der Bürger kam. Kurzzeitig wurde auch eine Versetzung des Gebäudes in den sich im Aufbau befindlichen Hessenpark in Erwägung gezogen. 1974 erwarb die Stadt Kelkheim das Gebäude und sanierte es, so dass es im Dezember 1983 als Gaststätte, Vereinshaus und Begegnungsstätte wieder eröffnet werden konnte.

### Kirche St. Dionysius

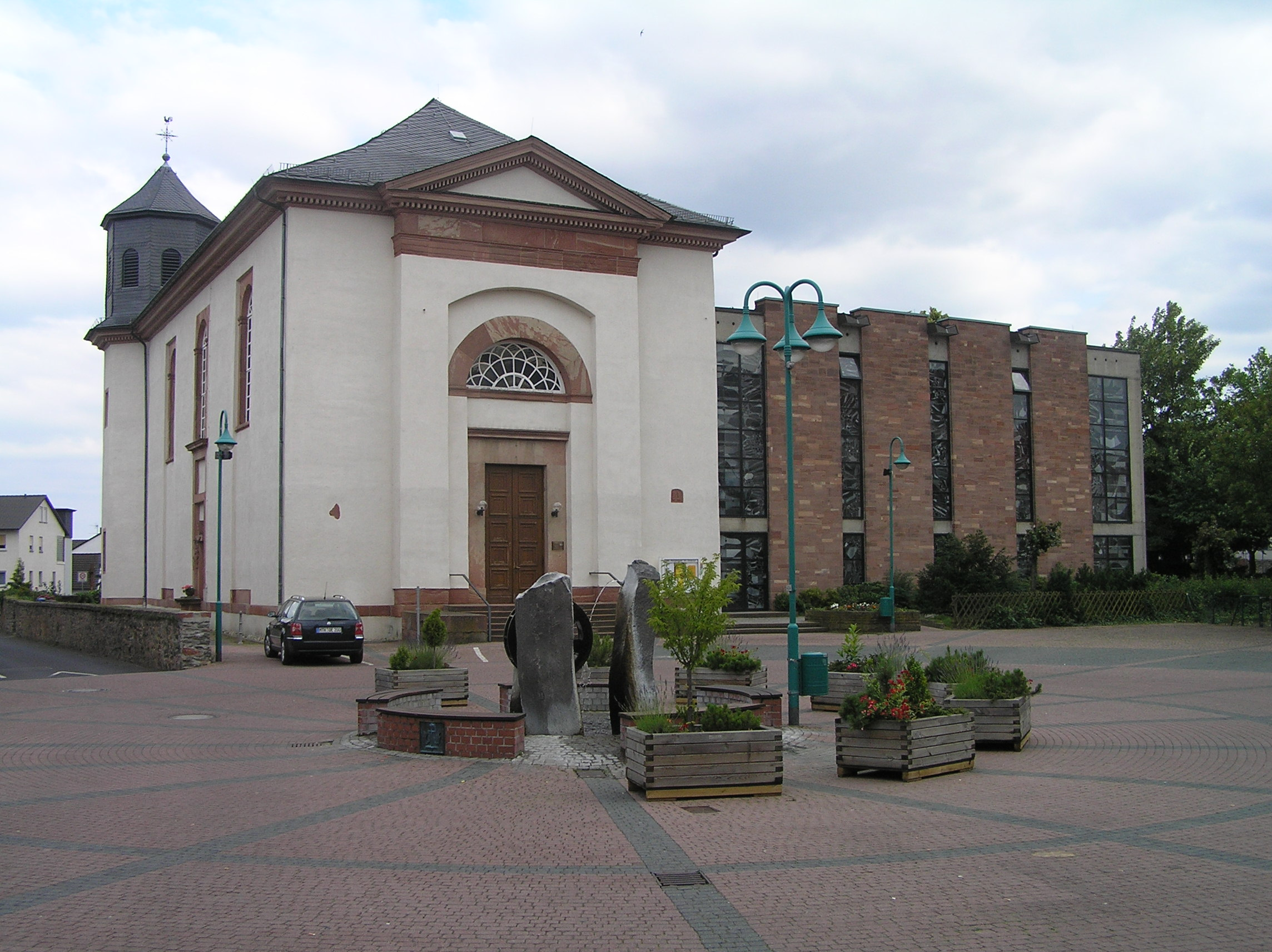
Kirche

Die Pfarrei Münster wurde erstmals 1158 in einem Dokument erwähnt und unterstand seit etwa 990 dem Stephansstift in Mainz. Seit dieser Zeit existierte eine kleine Holzkirche. Später wurde eine kleine steinerne Saalkirche mit Glockenturm gebaut, die wiederum 1811 durch die noch heute bestehende klassizistische Saalkirche ersetzt wurde. Diese war von dem Wiesbadener Architekten Christian Zais entworfen worden. Auffällig sind an dem Kirchenbau die beiden, kaum das Dach überragenden, Kirchtürme. Dies war den Bürgern von Münster nicht eindrucksvoll genug, so dass sich Ende des Jahrhunderts ein Kirchturm-Bauverein bildete, der für die Errichtung eines größeren Kirchturms sammelte. Diesem Vorhaben bereitete jedoch der Erste Weltkrieg ein Ende. 1970 wurde die Kirche durch einen modernen Anbau aus Sandstein ergänzt. Neben dem Gotteshaus verfügt die Gemeinde über umfangreiche Räumlichkeiten, die unter anderem einem Kindergarten und einer Bibliothek Platz bieten.

### Kultur

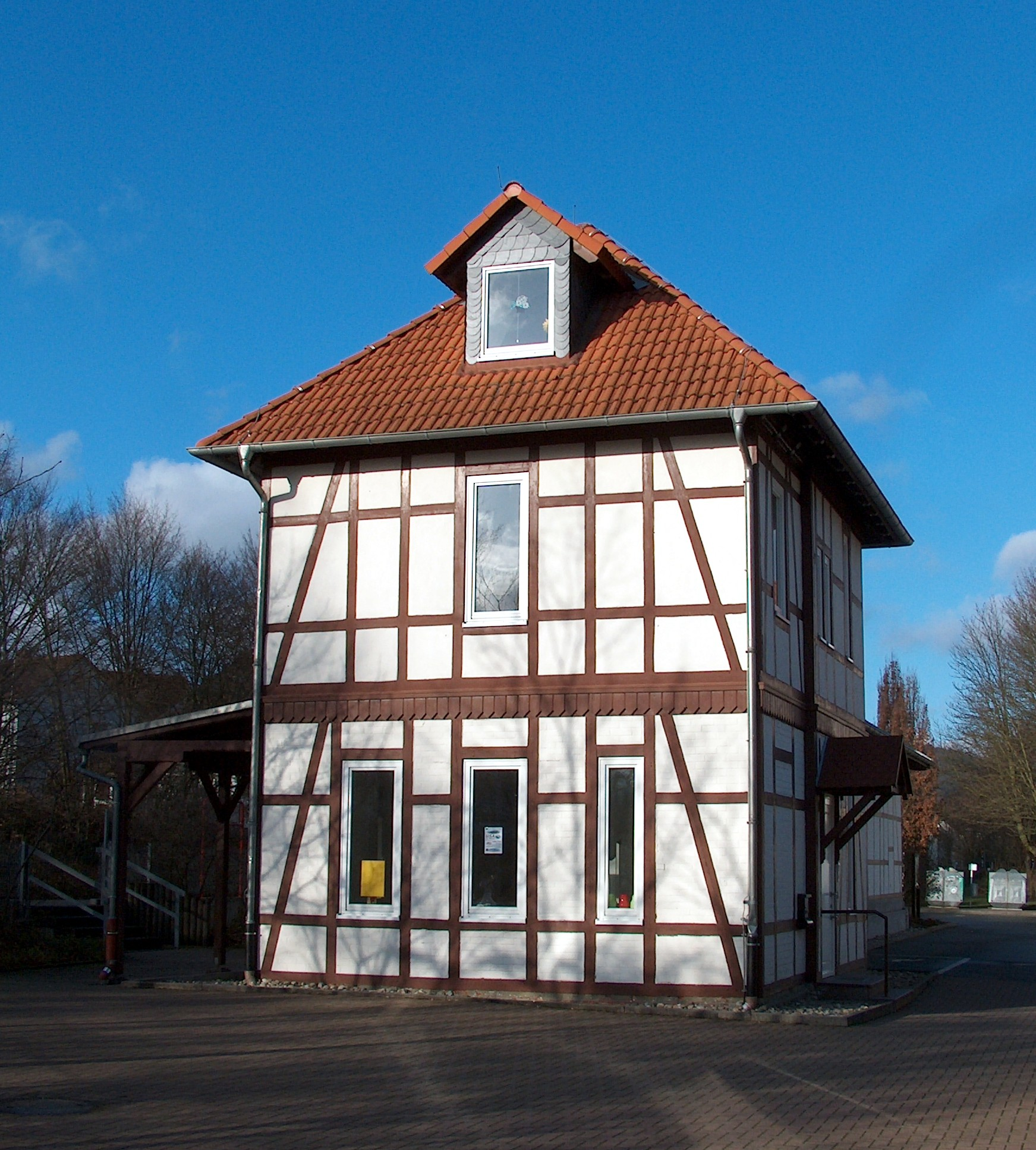
Der sogenannte Kulturbahnhof, ehemaliges Bahnhofsgebäude an der Königsteiner Bahn

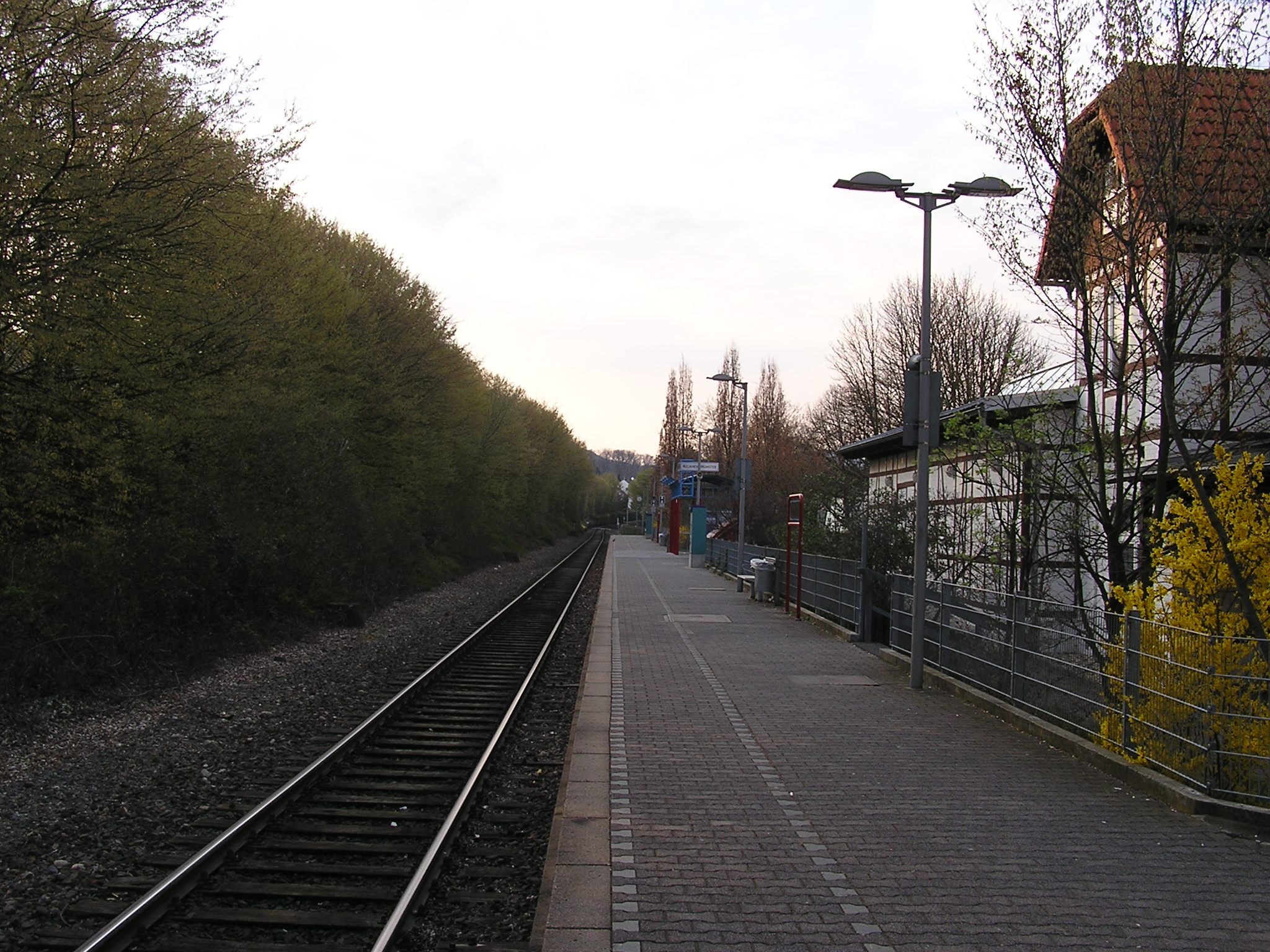
Der Haltepunkt an der Königsteiner Bahn

In Münster befindet sich der sogenannte Kulturbahnhof, der sich im ehemaligen Bahnhofsgebäude des Ortes befindet, das 1990 die Stadt Kelkheim vom vorigen Eigentümer FKE erworben hat. In der Folgezeit wurde das Gebäude mit anliegendem Lagerhaus aufwendig umgebaut und in einen Kulturtreff umfunktioniert. Dieser konnte am 21. Februar 1996 seinen Betrieb aufnehmen und wird seither von der Kulturgemeinde Kelkheim e. V., der VHS Kelkheim, dem Kulturreferat der Stadt Kelkheim sowie für private Veranstaltungen genutzt. Er verfügt neben zwei Tagungsräumen auch über einen größeren Saal, der sich im ehemaligen Lagergebäude befindet. Eine Bibliothek steht in der Pfarrgemeinde St. Dionysius der Allgemeinheit zur Benutzung offen.

### Vereine
- TSG Münster 1883 e. V.

Die TSG Münster wurde 1883 als TG (Turngemeinde) Münster gegründet. Anfangs lag ihr Sportgelände im unteren Teil der Lorsbacher Straße, an der Kreuzung zur Münsterer Straße. Es gab zu Beginn eine Turnabteilung und eine Gesangsabteilung. 1912 kam noch eine Faustball-Abteilung, 1925 der Bereich Handball hinzu. Von 1929 bis 1930 wurde in der Lorsbacher Straße eine Turnhalle errichtet (mit Fördergeldern der Hoechst AG), die noch heute genutzt wird. Nach dem Zweiten Weltkrieg fusionierte die TG Münster mit dem örtlichen Radsportclub und nannte sich fortan TSG Münster. Nun bestehen zusätzlich die Abteilungen Radsport und Karneval. In den 1970ern wurde noch eine Karateabteilung gegründet. Im Jahr 2005 hatte der Verein 1849 Mitglieder, die Herrenmannschaft im Handball spielt in der Saison 2011/2012 in der 3. Liga Ost.
- Kerbeborsch e. V.

Einmal im Jahr veranstaltet der Verein der Münsterer Kerbeborsch die vier Tage dauernde Münsterer Kerb. Er lässt die althergebrachten örtlichen Kerbe-Traditionen fortleben. Das Fest beginnt kalendarisch am zweiten Wochenende des Septembers. Die Vereinsfarben sind Rot-Grün-Blau, dieser Zyklus bestimmt die Farbgebung der einzelnen Jahrgänge.
- Freiwillige Feuerwehr Kelkheim-Münster e. V.

Die Freiwillige Feuerwehr Münster e. V. wurde am 27. Juni 1924 gegründet. Seit der Eingemeindung Münsters nach Kelkheim ist die öffentlich-rechtliche Freiwillige Feuerwehr Münster zusammen mit den Freiwilligen Feuerwehren der anderen Stadtteile für den Brandschutz und die Allgemeine Hilfe in Kelkheim zuständig, da es keine örtliche Berufsfeuerwehr gibt. Seit 1963 besteht auch eine Jugendfeuerwehr-Abteilung, die 2004 rund 50 Mitglieder hatte.

### Veranstaltungen
Zu den regelmäßigen Veranstaltungen zählt das jährlich im Juni stattfindende Dallesfest (die im Vortaunus übliche Tradition des Dallesfest leitet sich vermutlich aus alten, übernommenen keltischen Traditionen her). Im September findet traditionell die Münsterer Kerb statt. Am dritten Adventssonntag wird der Münsterer Weihnachtsmarkt abgehalten. Veranstaltungsort für diese Veranstaltungen ist stets der Münsterer Ortskern rund um das Alte Rathaus.